# Comisariado del Pueblo de Finanzas de la URSS
El Comisariado del Pueblo para Finanzas de la Unión Soviética (en ruso: Народный комиссариат финансов СССР, abreviado como Narkomfin o NKF) fue el organismo estatal central de gestión financiera en la Unión Soviética entre 1923 y 1946.

## Historia
En 1925,  el Narkomfin adoptó el Reglamento de Supervisión Fiscal Externa, que determinaba los derechos, deberes, tareas y funciones de los inspectores financieros, sus asistentes y agentes financieros. La supervisión tributaria externa tenía encomendada la fiscalización de los contribuyentes, el estudio de las fuentes de sus rentas, objetos de tributación. La contabilidad de nóminas (tarjetas de mora, libros, estados contables, etc.) era transferido a las autoridades de caja, y el cobro de pagos - a los agentes fiscales.
Para 1930, el aparato fiscal del Comisariado del Pueblo de Finanzas de la URSS superaba las 17 mil personas. De estos, la mitad trabajaba en las autoridades financieras y el resto formaba parte del aparato de supervisión fiscal externa. Dado que para esta época el elemento capitalista, tanto en la ciudad como en el campo, estaba básicamente eliminado, la reforma tributaria de 1930 también introdujo cambios en la organización del aparato tributario. El eslabón principal del sistema era la inspección fiscal, una subdivisión estructural de los departamentos financieros de los distritos y las ciudades. Las unidades principales y de control incluían los departamentos de impuestos de las autoridades financieras regionales, regionales y municipales (con división de distrito), los departamentos de impuestos y recaudación de los comisariados populares de finanzas de las repúblicas de la Unión y el Comisariado Popular de Finanzas de la Unión Soviética.
Entre 1928 y 1930, se construyó un edificio sede para los trabajadores del comisariado del pueblo. El organizador del proyecto fue Nikolái Miliutin, quien participó activamente en el desarrollo del proyecto. Para su época, la casa se convirtió en un avance técnico, tecnológico y cultural, y más tarde se convirtió en uno de los monumentos más famosos de la era del constructivismo en la URSS.
A partir de 1942, el Comisariado del Pueblo de Finanzas tenía a su disposición no sólo dinero en efectivo y metales preciosos, sino también a objetos de valor tan exóticos como el radio.
De acuerdo con la ley del 15 de marzo de 1946, emitida por el Sóviet Supremo, el Comisariado del Pueblo de Finanzas se transformó en el Ministerio de Finanzas.

## Lista de Comisarios del Pueblo
| N.º | Comisario | Comisario                      | Partido | Partido           | Periodo                                    | Gabinete                  |
| --- | --------- | ------------------------------ | ------- | ----------------- | ------------------------------------------ | ------------------------- |
| 1   |           | Grigori Sokólnikov (1888–1939) |         | Partido Comunista | 6 de julio de 1923-16 de junio de 1926     | Lenin II Rýkov I–II       |
| 2   |           | Nikolái Briujánov (1878–1938)  |         | Partido Comunista | 16 de junio de 1926-18 de octubre de 1930  | Rýkov II–III–IV           |
| 3   |           | Grigori Grinko (1890–1938)     |         | Partido Comunista | 18 de octubre de 1930-16 de agosto de 1937 | Rýkov IV Mólotov I–II–III |
| 4   |           | Vlas Chubar (1891-1939)        |         | Partido Comunista | 16 de agosto de 1937-19 de enero de 1938   | Mólotov III               |
| 5   |           | Arseni Zvérev (1900-1969)      |         | Partido Comunista | 19 de enero de 1938-15 de marzo de 1946    | Mólotov IV Stalin I       |